# Nguyễn Văn Viện
Nguyễn Văn Viện (sinh năm 1966) là một tướng lĩnh của lực lượng Công an nhân dân Việt Nam, hàm Trung tướng, hiện là Cục trưởng Cục Cảnh sát điều tra tội phạm về ma túy (C04) và Phó Thủ trưởng Cơ quan Cảnh sát Điều tra Bộ Công an. Ông nguyên là Phó Giám đốc Công an thành phố Hà Nội.

## Tiểu sử
Nguyễn Văn Viện sinh năm 1966, quê quán tại huyện Ứng Hòa, thành phố Hà Nội. Ông từng công tác tại Phòng Cảnh sát tội phạm về ma túy, Trưởng Công an huyện Mỹ Đức, Trưởng phòng tham mưu Công an thành phố Hà Nội. Đến tháng 4 năm 2018, với quân hàm Đại tá, ông được bổ nhiệm làm Phó Giám đốc kiêm Thủ trưởng Cơ quan Thi hành án hình sự Công an thành phố Hà Nội.
Ngày 1 tháng 6 năm 2020, tại Hà Nội, Cục Cảnh sát điều tra tội phạm về ma túy (C04) công bố quyết định của Bộ trưởng Bộ Công an Tô Lâm về việc điều động và bổ nhiệm Đại tá Nguyễn Văn Viện, Phó giám đốc Công an thành phố Hà Nội giữ chức Cục trưởng Cục Cảnh sát điều tra tội phạm về ma túy kiêm Phó thủ trưởng Cơ quan Cảnh sát điều tra, Bộ Công an.
Chiều ngày 11 tháng 9 năm 2020, Đại tá Nguyễn Văn Viện nhận quyết định thăng hàm Thiếu tướng Công an của Chủ tịch nước Nguyễn Phú Trọng. Đến năm 2023, ông được thăng hàm Trung tướng.

## Lịch sử phong cấp bậc hàm
| Năm thụ phong | 2018   | 2020        | 2023        |
| ------------- | ------ | ----------- | ----------- |
| Cấp bậc hàm   |        |             |             |
| Cấp bậc       | Đại tá | Thiếu tướng | Trung tướng |